# Königsbrücke (Bielefeld)

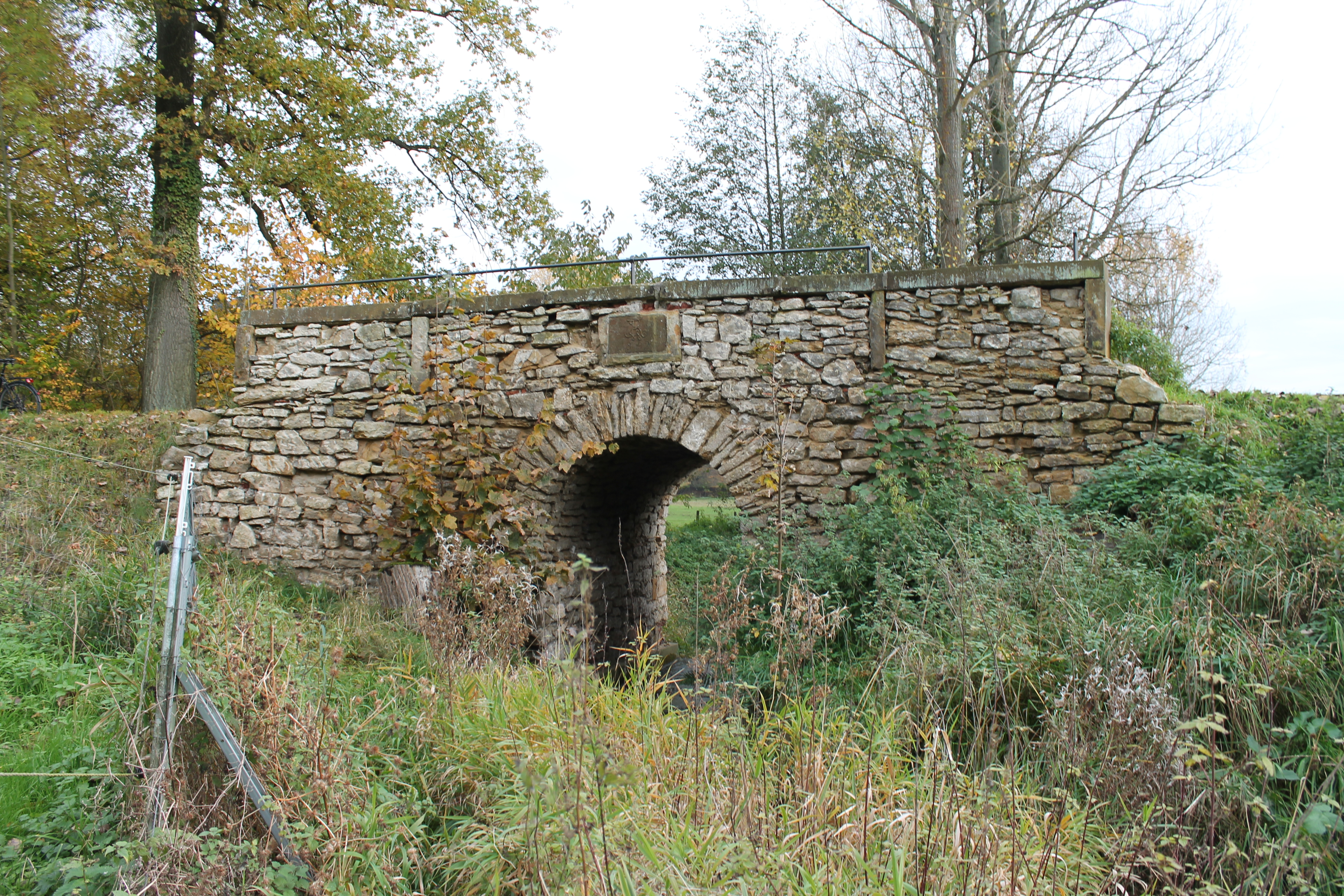
Königsbrücke

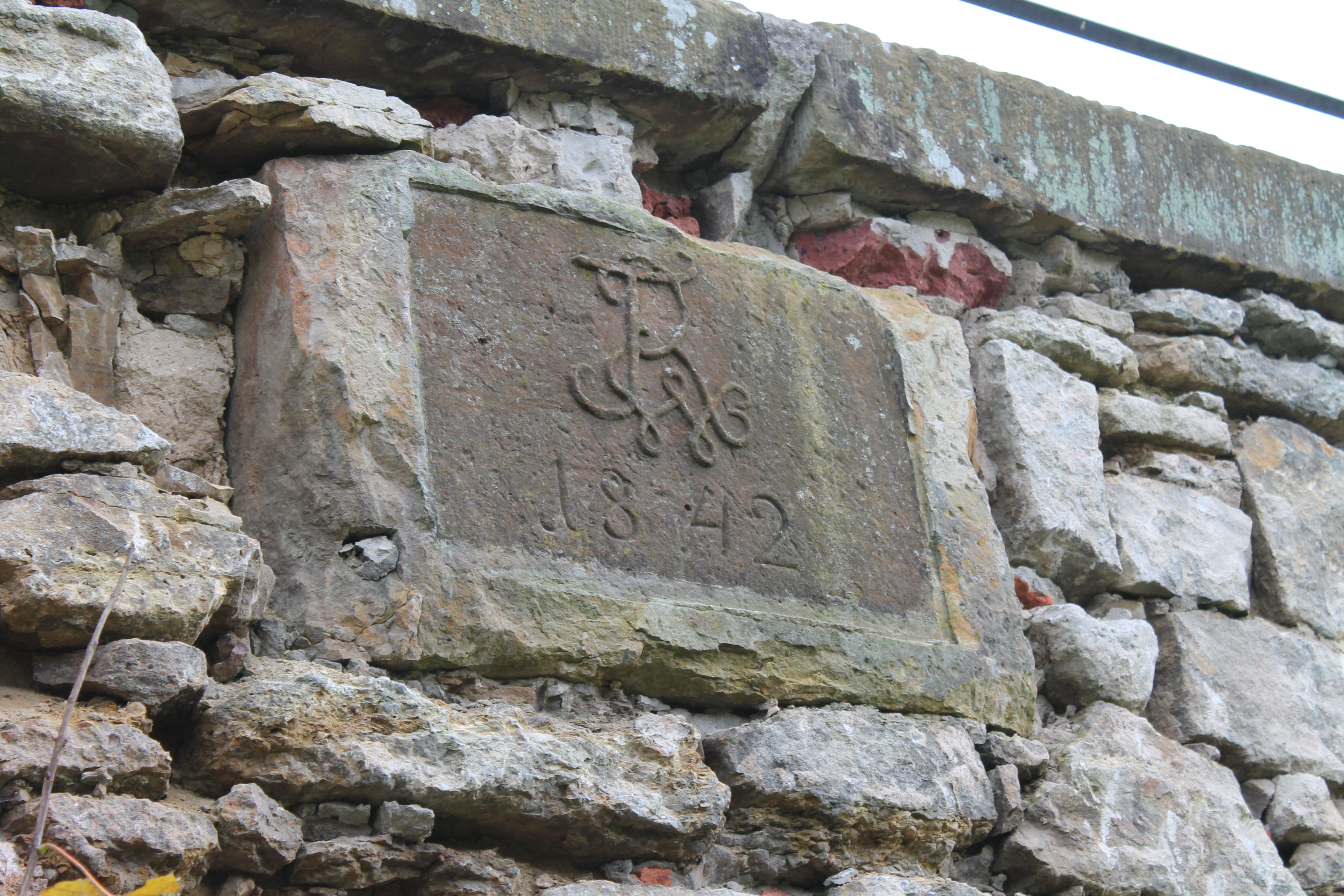
Detail mit königlicher Signatur und Jahreszahl 1842

Die Königsbrücke ist ein Baudenkmal im Bielefelder Stadtbezirk Jöllenbeck.

## Lage und Geschichte
Die Königsbrücke befindet sich nahe der Eickumer Straße 214a, unweit der Stadtgrenze zu Herford. Allerdings ist sie nicht an der heutigen Landesstraße L 543 zu finden, sondern südlich an der ehemaligen Kreisstraße nach Herford. Sie überspannt das Wiesental des Jöllenbecker Mühlenbaches, der hier die Antriebsenergie für die Peppmühle, eine historische Wassermühle des Bauernhofes Peppmöller, lieferte. 
Bereits 1795 wurde hier eine Brücke errichtet, die nach wenigen Jahrzehnten baufällig wurde. Ein Neubau aus Sandstein sollte die Verbindung zwischen Jöllenbeck und Herford verbessern und insbesondere den Transport mit Fuhrwerken erleichtern. Bereits König Friedrich Wilhelm III. unterstützte den dortigen Wegebau mit 22.000 Talern. Über die Kosten für die neue Brücke von 1842 entbrannte zwischen der Bürgermeisterei Jöllenbeck und dem Staat Preußen ein Rechtsstreit, der zu Gunsten Jöllenbecks ausging. Preußen musste für den Bau und Unterhalt aufkommen. Als Besitzzeichen und den Hinweis auf die Mautpflicht wurde ein königliches Emblem angebracht, was auf Friedrich Wilhelm IV. verweist. Daher wird der Bau auch Königsbrücke genannt. Nach dem Ausbau der Landesstraße verlor die Brücke an Bedeutung, wurde aber zum Baudenkmal erklärt. 
Im Jahr 1988 stellte der Heimatverein Jöllenbeck eine Gedenktafel zur Brücke auf.